# Ngau
Ngau ist eine kleine unbewohnte Insel in der tonganischen Inselgruppe Vavaʻu.

## Geographie
Ngau ist ein Motu im Riff von Taunga und liegt direkt vor der Südspitze von Taunga. In der Nähe liegen die Inseln Tauta und Lekeleka. Im Osten liegt in einigen Kilometern Entfernung Fonuaunga und im Südwesten ʻEueiki.

## Klima
Das Klima ist tropisch heiß, wird jedoch von ständig wehenden Winden gemäßigt. Ebenso wie die anderen Inseln der Vavaʻu-Gruppe wird Ngau gelegentlich von Zyklonen heimgesucht.